# Reza Deghati
Reza Deghati (in lingua persiana: رضا) (Tabriz, 1952) è un fotografo e giornalista iraniano naturalizzato francese.
È conosciuto soprattutto per i suoi lavori con la rivista  statunitense National Geographic.